# غافين أوكونور
جافين اوكونور (بالإنجليزية: Gavin O'Connor) هو مخرج ومنتج وكاتب سيناريو أمريكي، نشأ (جافين اوكونور) في نيويورك عام 1964 وتخرج من جامعة بنسلفانيا في فيلادلفيا ثم أصبح مهتما في جميع جوانب الإنتاج السينمائي وفي عام 1992 كانت أول كتاباته عبر الفيلم القصير (The Bet) ثم شارك في الكتابة والإخراج معا بفيلم (American Standoff) عام 1994 وعقبه اتجه إلى العديد من تأليف الأعمال وإخراجها وقد أنشأ مع شقيقته التوأم (جريج) شركة تهدف إلى مساعدة صانعي الأفلام المستقلة مع مرحلة ما بعد الإنتاج والخدمات التمويلية. إما المنتج أو المخرج (أو كليهما) ومن أبرز أعماله (محارب) عام 2011.

## الأعمال
- ميركال
- العزة و المجد
- محارب
- تمبلويدس 1999

## وصلات خارجية
- غافين أوكونور على موقع IMDb (الإنجليزية)
- غافين أوكونور على موقع روتن توميتوز (الإنجليزية)
- غافين أوكونور على موقع ألو سيني (الفرنسية)
- غافين أوكونور على موقع أول موفي (الإنجليزية)
- غافين أوكونور على موقع بوكس أوفيس موجو (الإنجليزية)
- غافين أوكونور على موقع قاعدة بيانات الأفلام السويدية (السويدية)
- غافين أوكونور على موقع إن إن دي بي (الإنجليزية)
- غافين أوكونور على موقع قاعدة بيانات الفيلم (الإنجليزية)
- غافين أوكونور على موقع كينوبويسك (الروسية)